# Unia Ludowa (Słowacja)
Unia Ludowa (słow. Ľudová únia) – słowacka partia polityczna założona w 2003 roku, przez parlamentarzystów, którzy odeszli z Ruchu dla Demokratycznej Słowacji.